# Simon Cimon
Pour les articles homonymes, voir Cimon.
Simon Cimon (15 décembre 1852-22 mars 1903) est un ingénieur civil et homme politique fédéral du Québec.

## Biographie
Né à Murray Bay, aujourd'hui La Malbaie dans le Canada-Est, il étudia au Collège de Montmagny et à l'Académie Thom's de Québec. Il travaille ensuite comme arpenteur des terres provinciales du Québec et comme ingénieur pour le Canal de Carillon. De 1879 à 1887, il a été employé du Département de Travaux publics du Canada.
Élu député du Parti conservateur dans la circonscription fédérale de Charlevoix lors de l'élection partielle de 1887 déclenchée après le décès de son père et député Simon-Xavier Cimon, il est défait par le libéral Henry Simard en 1891 et par le libéral Louis-Charles-Alphonse Angers en 1896 et en 1900. 